# Hülasz

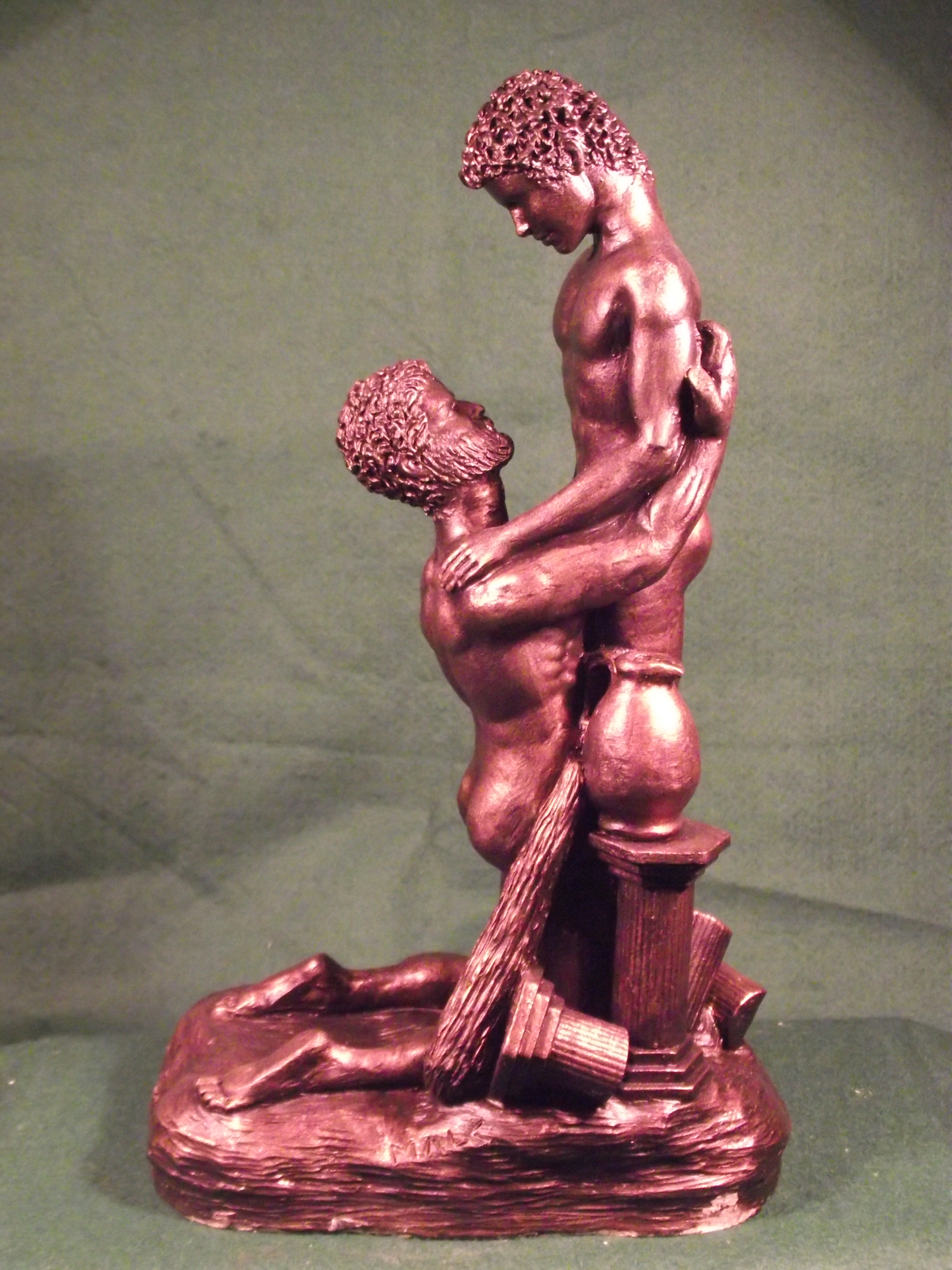
Malcolm Lidbury: Herkules és Hülasz

Hülasz (görögül: Ύλας) görög mitológiai alak, Theiodamasz drüopsz király fia; Héraklész fegyverhordozója és kedvese.
Ovidiusnál  Héraklész és Melité nimfa gyermeke, aki szépségét anyjától, harci erejét félisten apjától örökölte. A mondaváltozat szerint Hülasz és Theiodamasz feleségének házasságtörő kalandja miatt, a feldühödött király harcra hívta Héraklészt, aki a csatában megölte Theiodamaszt.

## Rövid utazás az Argón
Héraklész apródjául fogadta Hülaszt és magával vitte az argonauták kalandjára. Ám amikor a hajó Müszia partvidékén horgonyzott, a szép királyfit elrabolta a Pégai-tó nimfája. „Félig magától ment Hylas, félig a nymphá húzta le, és mindketten eltűntek a kristályos mélyben.” Héraklész egy álló éjszakán át megszállottan kereste Hülaszt, Polüphémosz – laphita királyfi – segítségével; így végül mindketten lemaradtak az Argóról. Hülaszt soha senki sem látta többé.

## Mesélt és írott rege
| Héraklész és Hülasz mítosza a történetíróknál |
| --- |
| Bibliography of reconstruction: Homérosz, Odüsszeia, 12.072 (i. e. 7. század); Theokritosz, Idylls, 13 (i. e. 350 - 310); Kallimakhosz, Aetia (Causes), 24. A drüopiai Theiodamasz, töredékek, 160. Artemisz Himnusza (i. e. 310 - 250?); Apollóniosz Rhodiosz, Argonautika, I. 1175 - 1280 (i. e. 250 körül); Apollodórosz, Library and Epitome 1.9.19, 2.7.7 (i. e. 140); Sextus Propertius, Elegies, i.20.17ff (i. e. 50 - 15); Publius Ovidius Naso, Ibis, 488 (i. sz. 8 - 18); Caius Valerius Flaccus, Argonautica, I.110, III.535, 560, IV.1-57 (1. század); Caius Iulius Hyginus, Fables, 14. Argonauts Assembled (1. század); Philosztratosz, Images, ii.24 Thiodamas (170 - 245); a Vatikán első mitográfusa, 49. Hercules et Hylas |

## Ábrázolása
Hülasz történetét Pompeji és Herculaneum falfestményein, római érméken és gyermek-szarkofágokon ábrázolták.

## Külső hivatkozások
- The Story of Hercules and Hylas (angol)
- Carlos Parada, "Hylas" (angol)